# Iwan Iwanowitsch Iljitschow

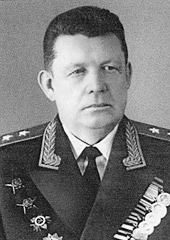
Iwan Iwanowitsch Iljitschow

Iwan Iwanowitsch Iljitschow (russisch Иван Иванович Ильичёв; * 14. Augustjul. / 27. August 1905greg. in Nawoloki, heute zur Oblast Kaluga; † 2. September 1983 in Moskau) war ein sowjetischer Offizier, zuletzt Generalleutnant. Er war von 1942 bis 1945 Direktor des Militärgeheimdienstes GRU und maßgeblich an dessen kriegsbedingter Umstrukturierung beteiligt. Danach wechselte er in den diplomatischen Dienst, war 1952 sowjetischer Botschafter in der DDR und von 1953 bis 1955 Botschafter im besetzten Österreich. Ab 1956 leitete er zehn Jahre lang die für Österreich und die beiden deutschen Staaten zuständige 3. Europa-Abteilung des Außenministeriums der UdSSR.

## Leben
Iljitschow wuchs in der Nähe der Stadt Kaluga in einer Bauernfamilie auf. Als Jugendlicher erlebte er die Oktoberrevolution und den Russischen Bürgerkrieg. Danach arbeitete er in einer der elektromechanischen Werkstätten in Kaluga und war ab 1924 beim Komsomol, der kommunistischen Jugendorganisation, aktiv. 1925 trat er in die KPdSU ein. In dieser Zeit benötigte das Land gebildete Fachkräfte und ermöglichte jungen Menschen aus der Arbeiterklasse rasche Aufstiegsmöglichkeiten. Im Jahr 1929 trat er in die Rote Armee ein und studierte an der politischen Militärakademie „Tolmatschow“ in Leningrad, die später nach Moskau verlegt wurde und dann Lenin-Akademie hieß. 1938 wurde er in seinem letzten Studienjahr von einem NKWD-Agenten denunziert, als junger Komsomol-Sekretär einmal an einer Versammlung von Trotzkisten teilgenommen zu haben. Er wurde aus der Partei ausgeschlossen, seine Freunde distanzierten sich aus Angst vor ihm und er erwartete seine Verhaftung. Doch genau zu diesem Zeitpunkt hatten die stalinistischen Säuberungen ein solches Ausmaß angenommen, dass das ZK der Kommunistischen Partei der Sowjetunion die Intensität der Verfolgungen limitierte. Eine Kommission unter Jemeljan Jaroslawski wurde nach Leningrad entsandt, die mehrere hundert Fälle revidierte. Im Zuge dessen erhielt Iljitschow sein Parteibuch zurück und wurde völlig überraschend sogar befördert. Er wurde im Range eines Brigadekommissars zum Leiter der Politabteilung der Roten Armee berufen, während nun seinem Denunzianten der Prozess gemacht wurde.

### Chef des Militärgeheimdienstes GRU
Damit war er als 33-Jähriger im Zentrum der Macht angelangt und einer von fünf Abteilungsleitern der Verwaltung Aufklärung der Roten Armee. Nach den politischen Säuberungen musste die Struktur dieses Militärgeheimdienstes neu aufgebaut werden, insbesondere da sich der Krieg bereits anbahnte. In dieser Phase stand er in Rivalität zu Filipp Iwanowitsch Golikow, der aus Angst vor Stalin die Berichte schönte, während Iljitschow vor einem nahenden Überfall des Deutschen Reiches warnte. Nach Beginn des Zweiten Weltkriegs im Juni 1941 stellte er fest, dass die sowjetische militärische Aufklärung nach wie vor schlecht organisiert war und vielfach ins Leere lief. Im Januar 1942 verfasste er deshalb ein Dossier, das an die Mitglieder des Staatlichen Verteidigungskomitees gerichtet war. Darin schlug er eine Reorganisation der militärischen Aufklärung und eine Trennung von Agenturaufklärung und Truppenaufklärung vor. Stalin schätze diesen Bericht und machte ihn daraufhin zum Chef der Agenturaufklärung der GRU. Im Oktober 1942 wurde die Hauptverwaltung Aufklärung der Roten Armee umgebildet und dem Volkskommissar für Verteidigung unterstellt. Damit war Iljitschow nun Chef aller Agenten der GRU im Ausland, inklusive derer im Deutschen Reich. Chef der Truppenaufklärung wurde Fjodor Fedotowitsch Kusnezow.
In dieser Zeit koordinierte er nun ein Netzwerk aus Agenten und Widerstandskämpfern, das von der deutschen Propaganda als Rote Kapelle bezeichnet wurde und einige Aufklärungserfolge verzeichnen konnte. Es wurden Truppenbewegungen der Wehrmacht erkundet und ab Ende 1942 gelang es der Chiffrierabteilung des GRU die mit der Enigma verschlüsselten deutschen Funksprüche zu entziffern. Mit zunehmenden Fortschritt des Krieges interessierte sich die Aufklärung aber auch für die Aktivitäten der eigenen Verbündeten. Diese waren gegenüber der Sowjetunion äußerst zurückhaltend mit dem Austausch von Informationen. Iljitschow konnte jedoch auf zahlreiche Informanten im Ausland zurückgreifen, darunter Richard Sorge (Ramsay), Rudolf Rössler (Lucy), Sándor Radó (Dora), Anatoli Gurewitsch (Kent), Ursula Kuczynski-Beurton (Sonia), Allan Nunn May (Alec), Arthur Adams (Achilles) und Klaus Fuchs. Der GRU war dadurch nicht nur über militärische Operationen der Westalliierten informiert, sondern auch über das britische Atomprogramm Tube Alloys und das amerikanische Manhattan Project. Auch über das deutsche Uranprojekt gelangten Informationen nach Moskau.
In dieser Zeit kam es immer mehr zu einer Rivalität mit Lawrenti Beria, der in Iwan Iljitschow und der GRU eine Konkurrenz zu seinem NKWD sah. Beria versuchte mehrmals diesen in Misskredit zu bringen, doch Stalin stellte sich immer wieder schützend vor den GRU und interessierte sich bis ins Detail für den persönlichen Verbleib der Agenten. Iljitschow hatte so unter Umgehung aller Instanzen direkten Zugang zu Stalin, während dieser auf die Informationen zweier unabhängig voneinander operierender Geheimdienste zurückgreifen konnte. Iljitschow hatte trotz dieser Rivalität mit Beria gute Kontakte zu einzelnen Abteilungen des NKWD, etwa zum Chef der Auslandsaufklärung Pawel Michailowitsch Fitin und dem Leiter der 4. Verwaltung Pawel Anatoljewitsch Sudoplatow.
Als nach Kriegsende Iljitschow durch seine Aufklärungserfolge auf dem Höhepunkt seiner Macht war, flüchtete im September 1945 Igor Gusenko, der Chiffrierer des GRU-Militärattachés im kanadischen Ottawa und lief zu den Amerikanern über. Dabei hatte er 109 Geheimdokumente, teilweise mit persönlicher Unterschrift von Stalin, mitgenommen. Ein großer Teil des GRU-Agentennetzes im Westen war somit auf einen Schlag aufgedeckt, viele wurden verhaftet oder konnten noch rasch in die Sowjetunion ausreisen. Iljitschow musste wieder einmal mit seiner Verhaftung und Deportierung rechnen. Doch auch diesmal zeigte sich Stalin ihm gegenüber gnädig. Ihn rettete vor allem die Tatsache, dass er noch vor dem Überlauf Gusenkos dessen Zuverlässigkeit angezweifelt hatte und eine Abberufung nach Moskau empfohlen hatte. Dennoch war seine Karriere im Geheimdienst mit diesem Vorfall beendet.

### Diplomat der UdSSR

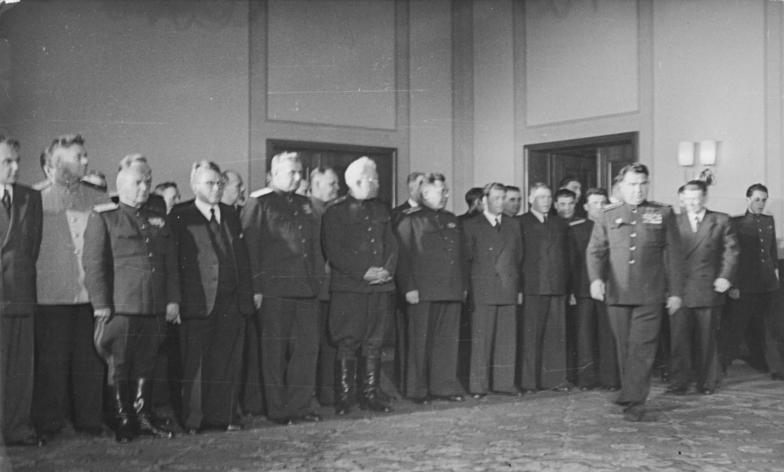
Nach der Gründung der DDR: Am 11. November 1949 betritt Iljitschow in Zivil gekleidet rechts hinter Marschall Tschuikow den Saal

Iwan Iwanowitsch Iljitschow schlug daraufhin eine Laufbahn beim diplomatischen Dienst des sowjetischen Außenministeriums ein. Im Jahr 1948 wurde er stellvertretender Leiter der 3. europäischen Abteilung des Außenministeriums, die damals für Österreich und die sich formierenden beiden deutschen Staaten zuständig war. Im Juli 1949 wurde er erst Stellvertreter, im Oktober 1949 dann Erster Stellvertreter der Sowjetischen Militäradministration in Deutschland. Nach Übertragung der Verwaltungshoheit an die Regierung der DDR am 11. November 1949 bekleidete er bis 1952 dasselbe Amt in der Sowjetischen Kontrollkommission.
Von 1952 bis 1953 war er Chef der diplomatischen Mission der Sowjetunion in der DDR.
In dieser Zeit startete die Sowjetunion ein Programm zur Unterwanderung der BRD. So wurde der Vorsitzende der FDJ in Westdeutschland, Jupp Angenfort, im Juli 1952 nach Ostberlin zitiert und von Walter Ulbricht und Iwan Iljitschow unterrichtet, wie die KPD die westdeutschen Gewerkschaften und die SPD infiltrieren soll.
Nach Stalins Tod wurde Iljitschow jedoch aus Berlin abgezogen und im Juni 1953 nach Wien versetzt, wo er den Hochkommissar Wladimir Petrowitsch Swiridow ablöste. Das bisherige sowjetische Hochkommissariat wurde anschließend in den Rang einer Botschaft erhoben, was als Schritt in Richtung einer vollständigen Unabhängigkeit Österreichs gedeutet wurde. Gleichzeitig wurden innerhalb Österreichs die Personenkontrollen an den Sektorengrenzen am 8. Juni 1953 aufgehoben. Iljitschow war in der Folge maßgeblich an den Verhandlungen mit den österreichischen Vertretern beteiligt, insbesondere mit Bundeskanzler Julius Raab, Außenminister Leopold Figl und Staatssekretär Bruno Kreisky. Die strittigen Punkte waren im Sommer 1953 die jährliche Zahlung von 151 Millionen Schilling Besatzungskosten an die Sowjetunion, sowie das Ausmaß der eingeforderten Neutralität. Österreich insistierte darauf, dass diese Zahlungen nur möglich seien, wenn gleichzeitig Handel mit den westlichen Nachbarländern möglich wäre.
Julius Raab formulierte das so:
„Des müssn’s doch einsehen, Herr Botschafter, daß nur das eine oder das andere geht. Entweder wir zahlen – dann müssen wir uns das Geld wo verschaffen, weil wir’s nicht haben. Und umsonst ist nix auf dieser Welt. Da müssen wir schon was tun dafür. Oder wir bleiben neutral – dann können wir nicht zahlen.“
Am 1. August 1953 verzichtete die Sowjetunion auf die Zahlungen. Am 17. Mai 1954 zitierte Botschafter Iljitschow Raab und Figl in die sowjetische Botschaft und warf ihnen vor, Österreich hege heimliche Gedanken an einen Anschluss an Westdeutschland. Auch von französischer Seite würde diese Besorgnis geteilt. Als Beweis nannte er die offenen Aussprüche zahlreicher Kriegsveteranen bei Bier-Abenden. Erst die Beteuerungen der österreichischen Bundesregierung und ein Telegramm von US-Außenminister John Foster Dulles konnte die Situation bereinigen.
Iljitschow behielt das Amt des sowjetischen Botschafters bis zum Abschluss des Österreichischen Staatsvertrags im Mai 1955. Er war somit der letzte sowjetische Hochkommissar in der zehnjährigen Besatzungszeit. Er wurde daraufhin nach Moskau zurückbeordert und übernahm ab 1956 für die nächsten zehn Jahre die Leitung der 3. europäischen Abteilung des Außenministeriums der UdSSR, die für Österreich, die DDR und die BRD zuständig war. In dieser Funktion begleitete er Nikita Chruschtschow im November 1961 zu Gesprächen über den Bau der Mauer nach Berlin. Von 1966 bis 1968 war er sowjetischer Botschafter in Dänemark, danach Abteilungsleiter in der Planungsverwaltung im Außenministerium. Im Jahr 1975 ging er in den Ruhestand.